# Алпско скијање на Зимским олимпијским играма 2006 — спуст за жене
Женски спуст на Олимпијским играма 2006. ја одржан је у среду, 15. фебруара као и мушки спуст на стази у Чезана Сан Сикарију, само што је сада стаза била краћа.
Титулу је бранила Карол Монтије из Француске која се у спусту на Светком купу 2005/06.и налазила на 19. месту. Фаворит је била водећа у Свеском купу Михаела Дорфмајстер из Аустрије, као и светска првакиња Јаница Костелић из Хрватске, која је тренутно била четврта у укупном поретку Светског купа, иако је освојила само једну трку спуста у Светскок купу у Бад Клајнкирхајму у јануару 2006.
Учествовало је 45 скијашица из 20 земаља учесница. Максимални број од 4 учеснице имале су: Аустрија, Италија, Канада, Швајцарска, Шведска и САД. Стартовале су 44 скијашице (Јаница Костелић је одустала од ове дисциплине), од којих је 40 завршило трку.

## Земље учеснице
| - Алжир (1) - Аргентина (1) - Аустрија (4) - Канада (4) - Хрватска (1) - Француска (3) - Немачка (1) | - Уједињено Краљевство (1) - Исланд (1) - Италија (4) - Либан (1) - Лихтенштајн (1) - Монако (1) - Русија (1) | - Словачка (3) - Словенија (2) - Шпанија (3) - Шведска (4) - Швајцарска (4) - Сједињене Америчке Државе (4) |

## Карактеристике стазе
Датум : 15. фебруар 2006.
Локално време : 12,00
Стаза: „Fraitève“
Старт: 2.528 м, Циљ: 1.738 м
Висинска разлика: 800 м
Дужина стазе:3.059 м
Стазу поставио:Јан Тишхаусер, Швајцарска, 43 капије
Температура : старт -1,6 °C циљ +2,2 °C

## Победнице
| Злато:                       | Сребро:                 | Бронза:             |
| Михаела Дорфмајстер Аустрија | Мартина Шилд Швајцарска | Анја Персон Шведска |

|  |  |  |

## Резултати
| Плас. | Скијашица             | Земља                     | Резултат        | Заостатак |
| ----- | --------------------- | ------------------------- | --------------- | --------- |
|       | Михаела Дорфмајстер   | Аустрија                  | 1:56,49         |           |
|       | Мартина Шилд          | Швајцарска                | 1:56,86         | +0,37     |
|       | Анја Персон           | Шведска                   | 1:57,13         | +0,64     |
| 4     | Ренате Гечл           | Аустрија                  | 1:57,20         | +0,71     |
| 5     | Нађа Штигер           | Швајцарска                | 1:57,62         | +1,13     |
| 6     | Петра Халтмајр        | Немачка                   | 1:57.69         | +1.20     |
| 7     | Џулија Манкусо        | Сједињене Америчке Државе | 1:57,71         | +1,22     |
| 8     | Линдси Килдоу         | Сједињене Америчке Државе | 1:57,78         | +1,29     |
| 8     | Александра Мајсницер  | Аустрија                  | 1:57,78         | +1,29     |
| 10    | Нађа Фанкини          | Италија                   | 1:57,84         | +1,35     |
| 11    | Чеми Алкот            | Уједињено Краљевство      | 1:57,85         | +1,36     |
| 12    | Френци Ауфденблатен   | Швајцарска                | 1:57.96         | +1.47     |
| 13    | Луција Рекија         | Италија                   | 1:58,30         | +1,81     |
| 14    | Силвијан Берто        | Швајцарска                | 1:58,36         | +1,87     |
| 15    | Мари Маршан-Арвје     | Француска                 | 1:58,39         | +1,90     |
| 16    | Ингрид Жакмо          | Француска                 | 1:58,46         | +1,97     |
| 17    | Јанете Харгин         | Шведска                   | 1:58,53         | +2,04     |
| 18    | Јесика Линдел Викарби | Шведска                   | 1:58,56         | +2,07     |
| 19    | Стејси Кук            | Сједињене Америчке Државе | 1:58,70         | +2,21     |
| 20    | Емили Брајдон         | Канада                    | 1:58,97         | +2,48     |
| 21    | Керстин Кларк         | Сједињене Америчке Државе | 1:59,07         | +2,58     |
| 22    | Нике Бент             | Шведска                   | 1:59.17         | +2.68     |
| 23    | Дагни Кристјандотир   | Исланд                    | 1:59,43         | +2,94     |
| 24    | Кели Вандербик        | Канада                    | 1:59,63         | +3,14     |
| 25    | Петра Робник          | Словенија                 | 1:59,66         | +3,17     |
| 26    | Шона Рубенс           | Канада                    | 2:00,30         | +3,81     |
| 27    | Шери Лоренс           | Канада                    | 2:00.47         | +3.98     |
| 28    | Карол Монтије-Карл    | Француска                 | 2:01.03         | +4.54     |
| 29    | Елена Фанкини         | Италија                   | 2:01.06         | +4.57     |
| 30    | Каролина Руиз Кастиљо | Шпанија                   | 2:01,09         | +4,60     |
| 31    | Александра Колети     | Монако                    | 2:01,34         | +4,85     |
| 32    | Данијела Меригети     | Италија                   | 2:01,76         | +5,27     |
| 33    | Олесја Алијева        | Русија                    | 2:02,06         | +5,57     |
| 34    | Ширин Нјејм           | Либан                     | 2:02,86         | +6,37     |
| 35    | Соња Мацулова         | Словачка                  | 2:03,63         | +7,14     |
| 36    | Јана Гантнерова       | Словачка                  | 2:04,60         | +8,11     |
| 37    | Ева Хучкова           | Словачка                  | 2:05,32         | +8,83     |
| 38    | Андреа Касановас      | Шпанија                   | 2:06,73         | +10,24    |
| 39    | Миријам Вазкез        | Аргентина                 | 2:07,42         | +10,93    |
| 40    | Кристел Лора Дуиби    | Алжир                     | 2:09,68         | +13,19    |
|       | Јаница Костелић       | Хрватска                  | није стартовала |           |
|       | Тина Вајратер         | Лихтенштајн               | није завршила   |           |
|       | Уршка Рабич           | Словенија                 | није завршила   |           |
|       | Елизабет Гергл        | Аустрија                  | није завршила   |           |
|       | Лејре Морланс         | Шпанија                   | није завршила   |           |